# Santana (musikalbum)
Santana är rockbandet Santanas självbetitlade debutalbum, släppt i augusti 1969. "Jingo" var den första singeln att släppas från albumet, men den blev ingen större framgång. Det blev däremot den andra singeln "Evil Ways" som blev en stor USA-hit. Albumets sista låt "Soul Sacrifice" blev mycket känd efter att gruppen framfört en lång intensiv version av den på Woodstockfestivalen. När albumet släpptes var latinsk rock något nytt och spännande inom rockmusiken. Innan albumet släpptes hade gruppen endast varit stor i San Francisco-området, men nu blev de stjärnor. Omslagsbilden är designad som en synvilla, vad som först ser ut att vara ett lejon visar sig om man tittar noga även innehålla flera kvinnliga ansikten.

## Låtar på albumet
(upphovsman inom parentes)
1. Waiting (Santana) - 4:07
2. Evil Ways (Henry/Zack) - 4:00
3. Shades of Time (Santana) - 3:14
4. Savor (Santana) - 2:46
5. Jingo (Olatunji/Santana) - 4:23
6. Persuasion (Areas/Brown/Carabello/Rolie/Santana/Shrieve) - 2:37
7. Treat (Santana) - 4:46
8. You Just Don't Care (Areas/Brown/Carabello/Rolie/Santana/Shrieve) - 4:37
9. Soul Sacrifice (Areas/Brown/Carabello/Rolie/Santana/Shrieve) - 6:38

## Listplaceringar
| Lista (1969-1970) | Position             |
| ----------------- | -------------------- |
| Frankrike         | 5                    |
| Kanada            | 6 (RPM)              |
| Norge             | 19 (VG-lista)        |
| Storbritannien    | 34 (UK Albums Chart) |
| USA               | 4 (Billboard 200)    |
| Västtyskland      | 12                   |